# Séculos Escuros
Denominam-se Séculos Escuros os anos que vão entre fins do século XV e fins do XVIII, durante os que a literatura galega entrou num período de decadência e o galego perdeu o seu uso nos registos oficiais.
Dentre os factores que provocaram o progressivo declínio, destacam:

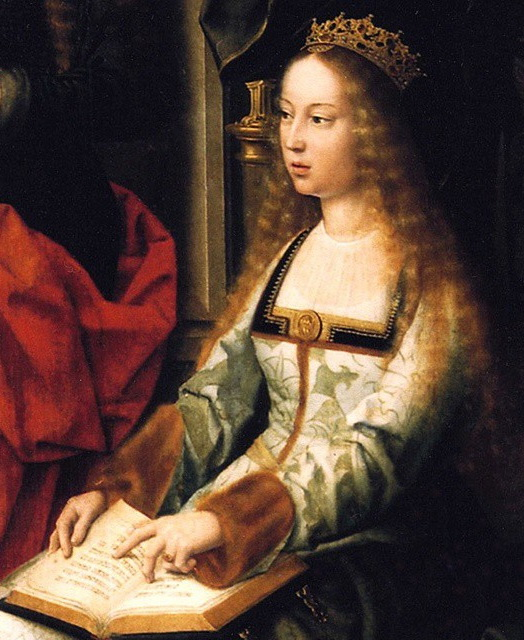
Isabel a Católica; durante o seu reinado levou a cabo a política de "doma e castração do reino da Galiza"

- O assentamento na Galiza de nobreza castelhana, que não usava o galego e que substituiu a nobreza galega derrotada após apoiar os perdedores nas lutas dinásticas pela coroa de Castela, primeiro a Pedro I contra Henrique de Trastámara (século XIV) e mais tarde (1475-1479) a Joana a Beltraneja frente à futura Isabel a Católica
- a ausência de uma burguesia capaz de defender os seus interesses e os do país
- a perda de autonomia da Igreja galega.

No entanto, todos estes factores confluem, e são compreendidos à vez, por outra clave decisiva: apesar de que durante toda a Idade Média a Galiza vivera num estado de prática semi-independência, quando se achegou o sol-pôr medieval, o país galego carecia de um monarca próprio -após a definitiva união de Galiza-Leão e Castela em 1230- ou de instituições próprias. Ou seja, a Galiza aparece nessa altura como um reino mais dos que conformam a coroa de Castela. Assim, a ausência de um poder central galego organizado que pudesse servir de contrapeso num momento no que, pelo contrário, a monarquia avançava para o absolutismo ao mesmo tempo que se centralizava no território castelhano, determinou o afastamento dos locais de decisão e, portanto, uma decisiva perda na capacidade de influência. A Galiza ficava assim como um reino cada vez mais afastado e decididamente marginal nos projetos duma monarquia que, centrada em Castela, vivia momentos de expansão imperial.
A língua galega, durante o longo período de três séculos - XVI, XVII e XVIII - esteve ausente dos usos escritos, frente ao espanhol e ao português que entraram num processo de fixação e codificação, o qual lhes conferia a categoria de línguas de cultura. Porém, seguiu a ser a via normal de comunicação de quase a totalidade da população. O exclusivo uso oral levou à sua consideração como língua aliterária, incapacitada para a ciência e a cultura.
O estudioso galego Xosé Ramón Freixeiro Mato fala de três grupos sociais na Galiza quanto ao seu comportamento linguístico: um reduzido grupo monolíngüe em espanhol no cume do poder político-religioso, um grupo bilíngue autóctone integrado no aparelho do poder e uma maioria monolíngüe em galego. Henrique Monteagudo assinala que o primeiro grupo atraia para o espanhol as camadas sociais que procuravam o ascenso, e esta extensão horizontal continuaria até o século XVIII, convertendo-se em descendente só a partir do XIX e ainda mais no XX.

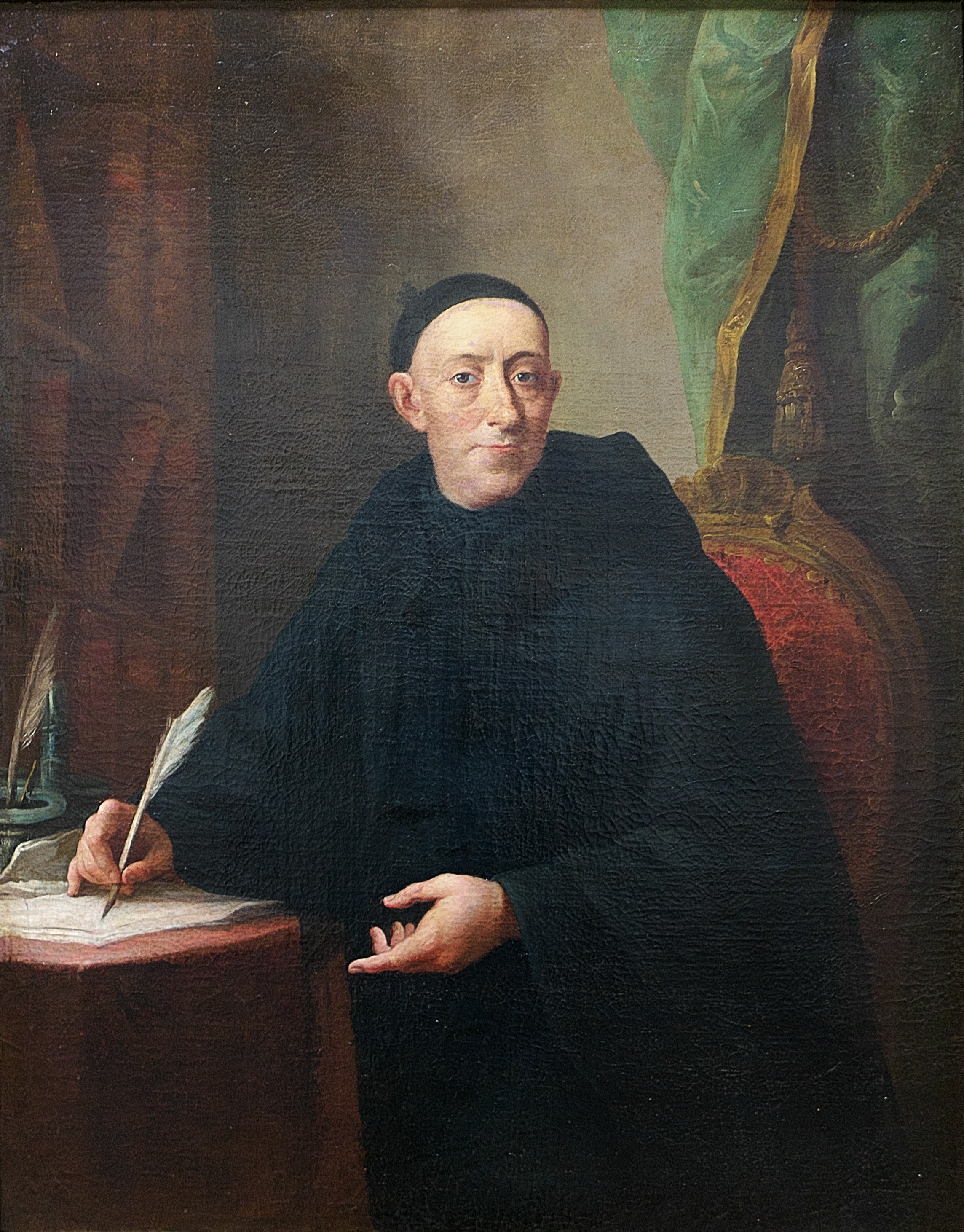
O Padre Feijoo, um dos iluministas galegos

A literatura galega ficou assim à margem do Renascimento e do Barroco, coincidindo esta sua etapa mais obscura com o Século de Ouro da literatura espanhola. Contudo, conservaram-se algumas cartas, documentos e escassas mostras literárias que deixam ver a língua da época. De fins do século XVI e primeiros do XVII conhecem-se várias cartas dirigidas a Diego Sarmiento de Acuña, conde de Gondomar, como por exemplo a que lhe enviou D. Diego Sarmiento de Sotomayor, dizendo-lhe em 1605: e mais que fixese ysto nesta lingoaxe pois é de v. m. tan estimada. E também através do estudo das cartas sabe-se que uma parte da aristocracia galega conhecia mal o espanhol e vivia instalada no galego como língua familiar e habitual.
Paralelamente a este vazio de literatura erudita, sobreviveu a veia da lírica popular em forma de cantigas de berce, de cego, entrudos, adivinhações, lendas, romances, contos, farsas, etc. Muitos destes textos chegaram até a atualidade por transmissão oral. No século XVIII, surgiram as vozes de denúncia dos chamados "iluminados", que demonstram a sua inquietação pelo subdesenvolvimento da Galiza e oferecem propostas renovadoras da vida econômica, social e cultural. Criam-se organismos como as Sociedades Económicas de Amigos do País e a Academia de Agricultura do Reino de Galiza.
Entre este minoritário grupo de intelectuais desponta a figura do padre Frei Martiño Sarmiento, personagem polifacético –naturalista, linguista, bibliófilo…—  que defendeu o uso do galego no ensino, na administração e na Igreja, ou seja, a oficialização como língua própria dos galegos. Participam também o Padre Feixoo, o primeiro a rejeitar a condição de dialecto para o galego, e o padre Sobreira, continuador do trabalho lexicográfico de Sarmiento. A sua obra constituiu a primeira chamada de atenção sobre uma problemática linguística que se há manifestar com toda a sua força na segunda metade do século XIX.